# Constantino Abade
 Constantino Abade  foi um romance escrito por Ludovic Halévy em 1882 que teve grande êxito por ser uma espécie de protesto contra os exageros da escola materialista. Um velho cura, que é a providência dos seus pobres; uma castelã que frequenta o presbitério e de quem o bom cura se torna conviva habitual e um tenente que casa com a irmã da castelã são os tópicos do romance.
Todos são virtuosos neste romance, até as personagens episódicas: um bom tabelião, a velha empregada Paulina, etc.
O  Abade Constantino foi traduzido por Pinheiro Chagas. Deste romance extraíram uma comédia em 3 actos, em prosa, Cremieux e Decourcelle (Ginásio de Paris, 4 Novembro 1887). Esta comédia foi traduzida em português e representada no Teatro Nacional D. Maria II onde agradou principalmente pelo desempenho brilhante que lhe deu João Rosa.